# Intellectual Property
| Recensione | Giudizio |
| ---------- | -------- |
| Kerrang!   | 4/5      |

Intellectual Property è il quinto album in studio della band statunitense Waterparks. È uscito il 14 aprile 2023 ed è il loro primo album con l'etichetta Fueled by Ramen.

## Tracce
Versione standard
Testi di Awsten Knight, musiche di Waterparks.
1. St*rfucker – 1:52 (Awsten Knight)
2. Real Super Dark – 2:29 (Awsten Knight, Joe Ragosta)
3. Funeral Grey – 2:44 (Awsten Knight, Julian Bunetta)
4. Brainwashed – 2:44 (Awsten Knight, Julian Bunetta)
5. 2 Best Friends – 2:18 (Awsten Knight, Zakk Cervini, Julian Bunetta)
6. End of the Water (Feel) – 2:27 (Awsten Knight, Julian Bunetta, Joe Ragosta)
7. Self-Sabotage – 2:37 (Awsten Knight, Zakk Cervini, Andrew Goldstein)
8. Ritual – 2:44 (Awsten Knight, Zakk Cervini, Andrew Goldstein)
9. Fuck About It (feat. blackbear) – 2:52 (Awsten Knight, Zakk Cervini, Julian Bunetta, blackbear)
10. Closer – 3:51 (Awsten Knight)
11. A Night Out on Earth – 4:22 (Awsten Knight, Zakk Cervini)

Durata totale: 31:00
Tracce bonus (CD esclusivo Target)
1. Why Can't I? (cover di Liz Phair) – 3:16 (Lauren Christy, Scott Spock, Graham Edwards, Liz Phair)
2. End of Water (alt version) – 2:15 (Awsten Knight, Julian Bunetta, Joe Ragosta)

## Formazione
Waterparks
- Awsten Knight – voce, chitarra, basso, programmazione
- Geoff Wigington – chitarra
- Otto Wood – batteria

Musicisti aggiuntivi
- Lucy Landry – voce (tracce 3 e 4)
- Kurtis Conner – voce (traccia 6)
- Vincente Void – voce (traccia 8)
- blackbear − voce (traccia 9)

Produzione
- Awsten Knight – produzione
- Zakk Cervini – produzione, ingegneria del suono, mastering, missaggio
- Julian Bunetta – produzione
- Nik Trekov – missaggio addizionale
- Jared Poythress – programmazione addizionale, produzione addizionale
- Chris Gehringer – mastering

## Classifiche
| Classifica (2023)  | Posizione raggiunta |
| ------------------ | ------------------- |
| Australia (vinili) | 18                  |
| Regno Unito        | 10                  |
| Scozia             | 2                   |
| Stati Uniti        | 33                  |